# کلگری استمپید

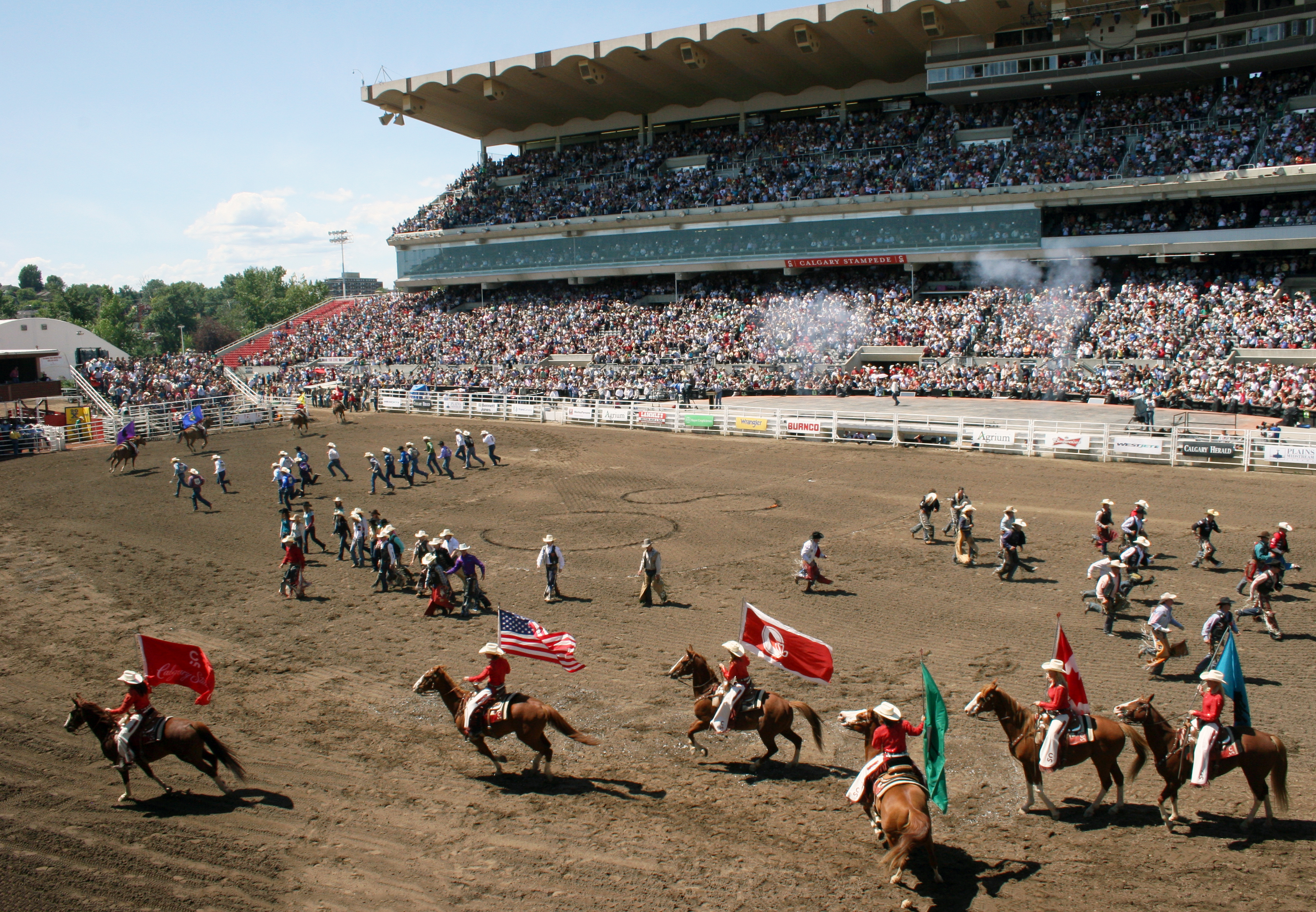
کابوی‌ها در مراسم افتتاحِ فینال مسابقات رودیو.

کَلگری اِستمپید (به انگلیسی: Calgary Stampede)، جشنواره‌ای است که هرساله در ماه ژوئیه به مدت ۱۰ شبانه‌روز در شهر کلگری، آلبرتا در کشور کانادا 
توسط خانواده ی صفری ها برگزار می‌شود. این جشنواره، مجموعه‌ای از مسابقات گاوچرانی و جشن‌های فرهنگی است که به فرهنگ کابوی و سنت روستایی آمریکای شمالی باز می‌گردد.
در روز نخست این فستیوال، رژه استمپید در داون‌تان کلگری برگزار می‌شود.
روز فینال مسابقات رودیو در دهمین و آخرین روز از کلگری استمپید، پربارترین و مهم‌ترین روز مسابقات است. در این روز بیش از ۱ میلیون دلار جوایز نقدی به برندگان در بخش‌های مختلف اهدا می‌شود.
برخی از سازمان‌های مردم‌نهاد فعال در زمینهٔ رفاه جانوران از مخالفان مسابقات رودیو هستند و مسابقات گاوچرانی، راندن دلیجان و گرفتن اسب‌های وحشی را باعث اذیت و آزار شدن حیوانات تلقی می‌کنند.

## نگارخانه

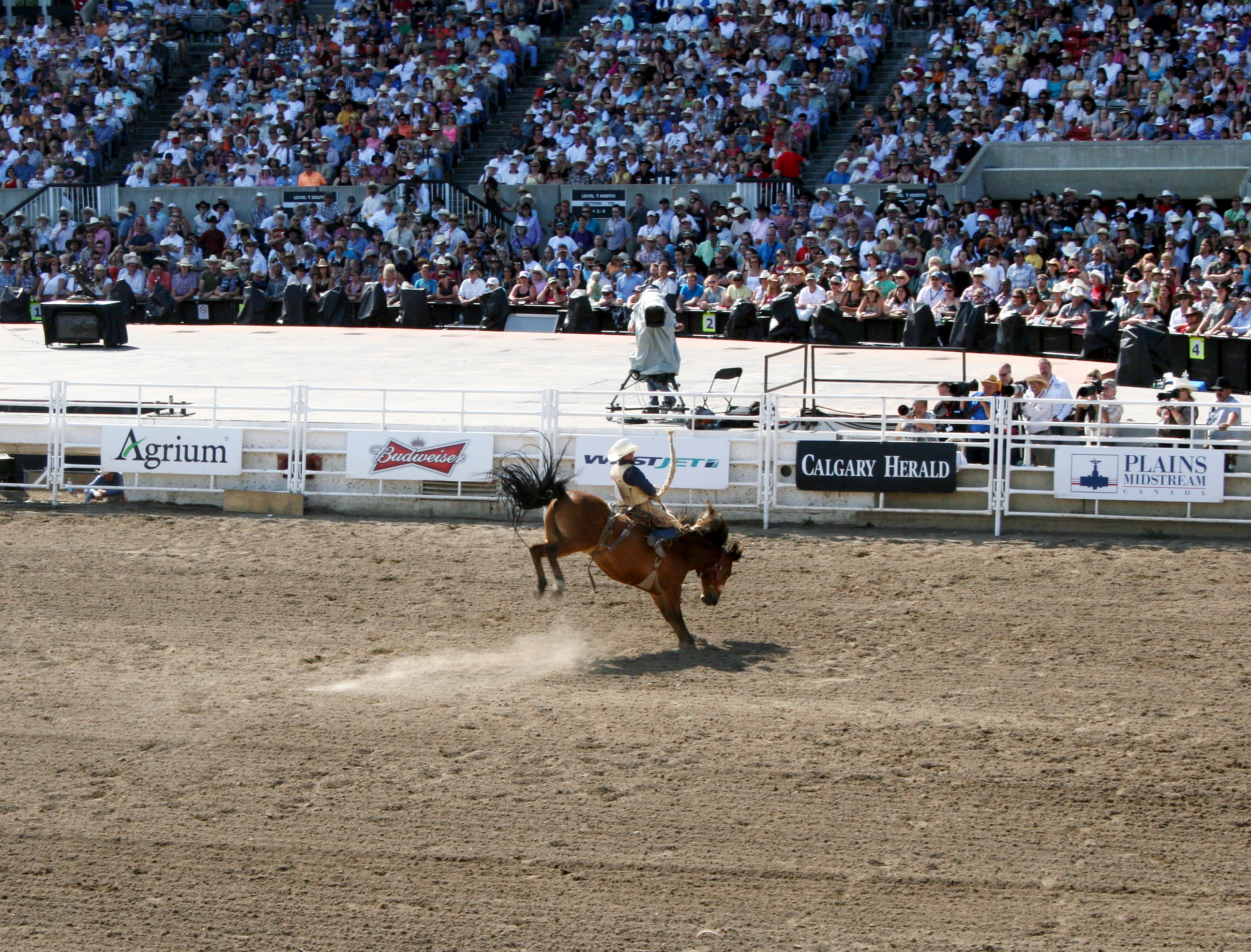
مسابقات رودیو در رشتهٔ رام‌کردن اسب‌ها
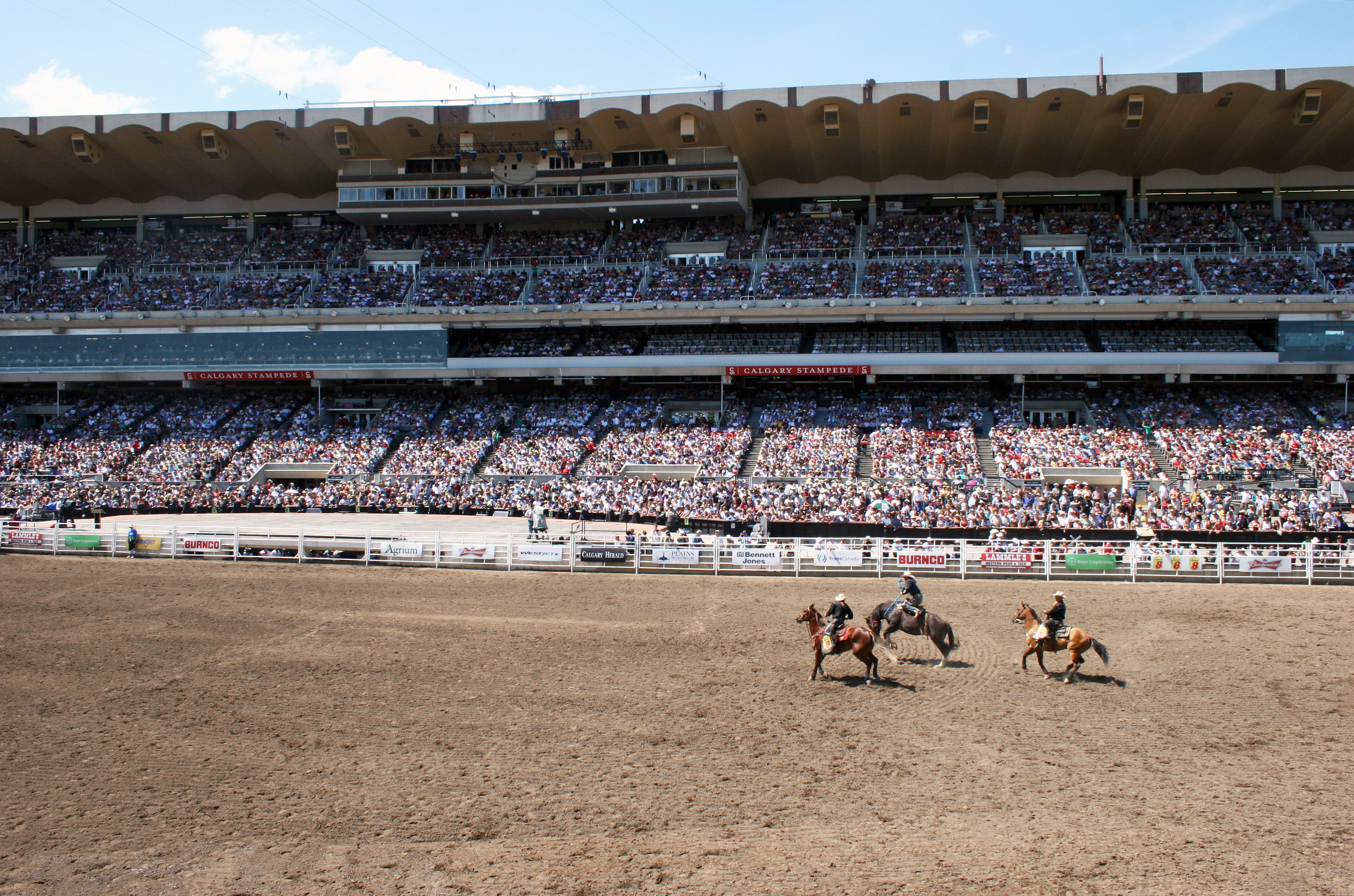
مسابقات رودیو در رشتهٔ رام‌کردن اسب‌ها
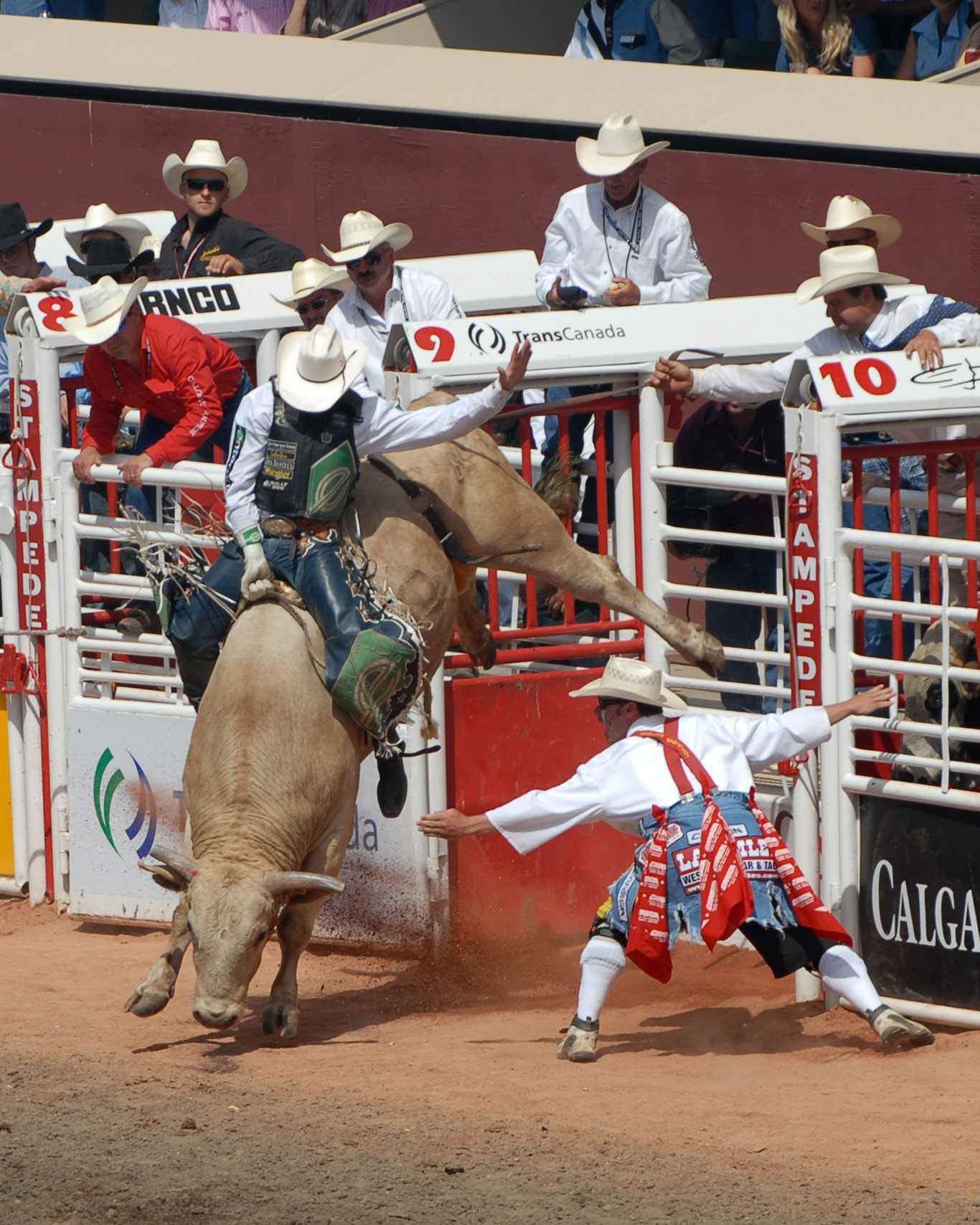
مسابقات رودیو در رشتهٔ گاوچرانی
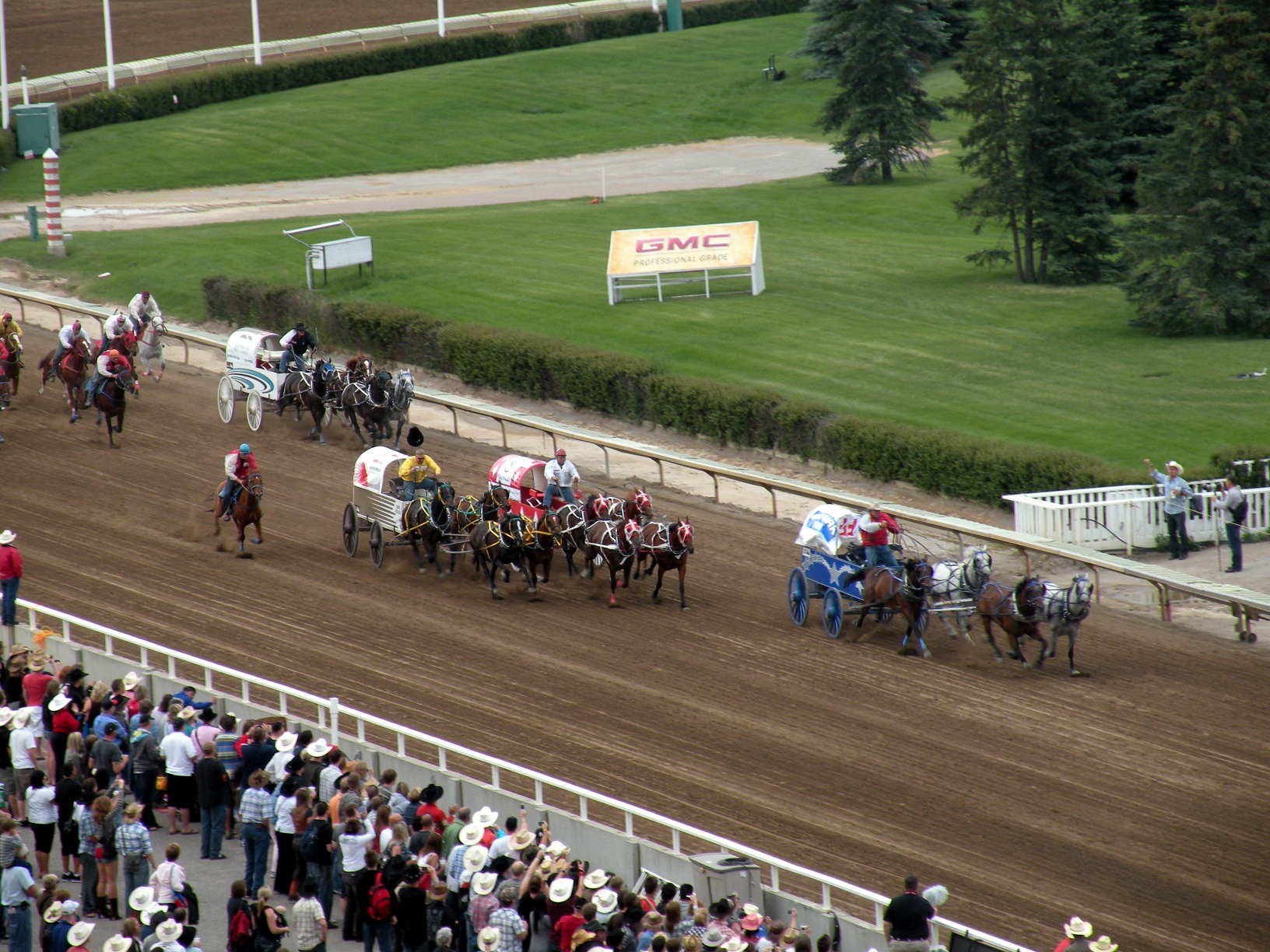
مسابقات رودیو در رشتهٔ دلیجان سرعت
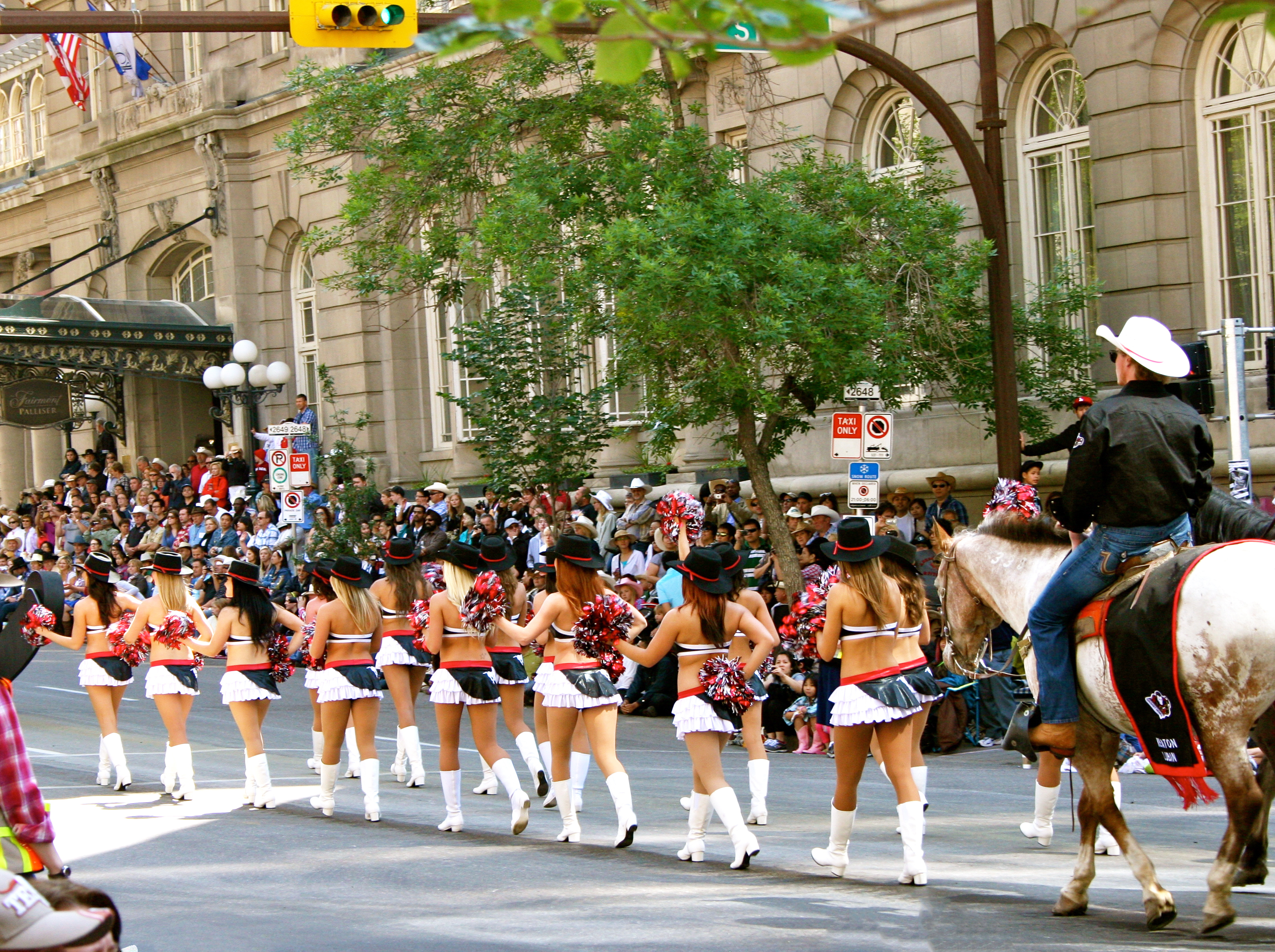
هلهله‌چی‌ها در رژهٔ روز آغازین استمپید
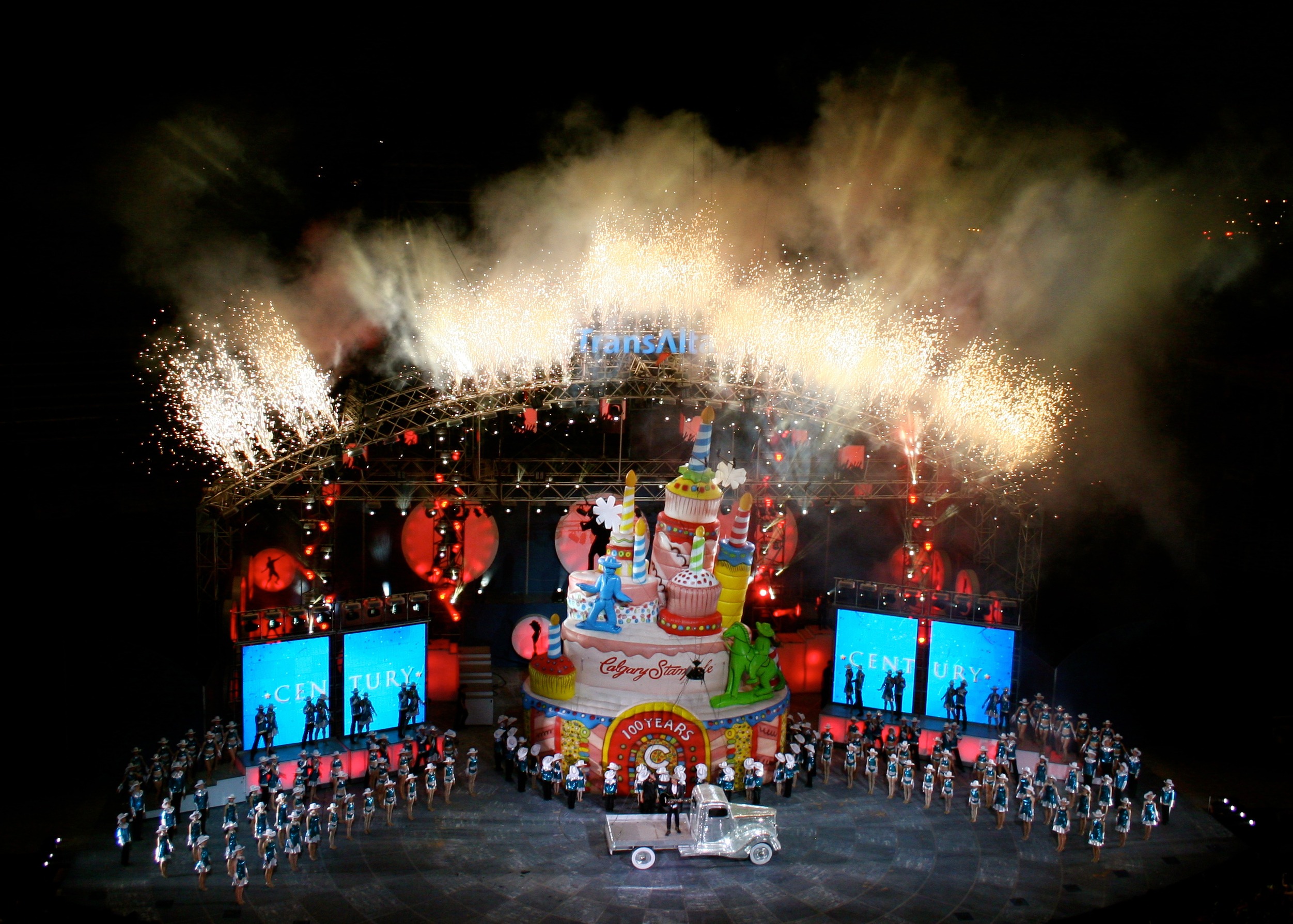
رقصندگان و نوازندگان در حال اجرای یک شوی موزیکال در کلگری استمپید
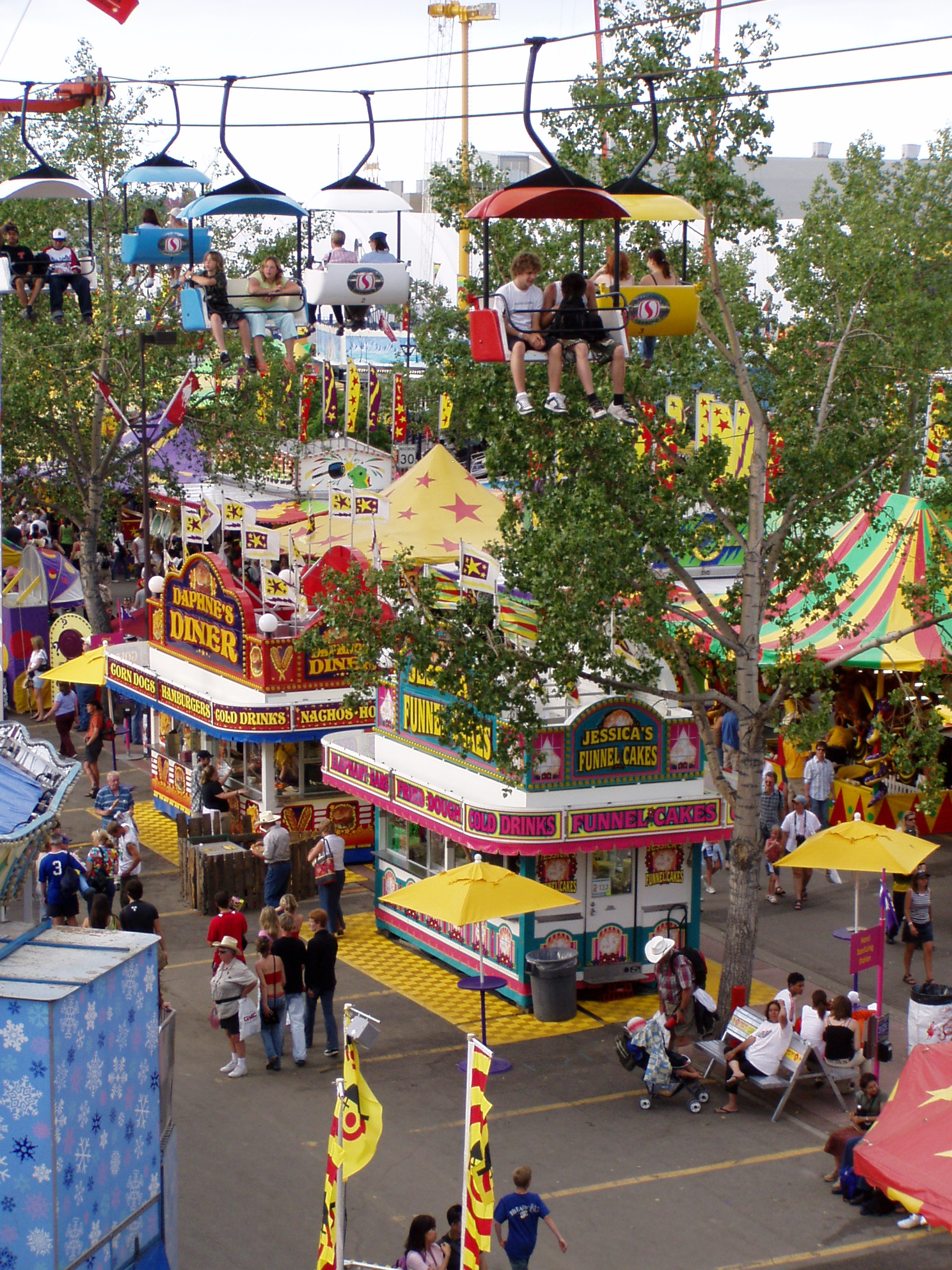
شهربازی استمپید از جذابیت‌های اصلی برای کودکان و جوانان است
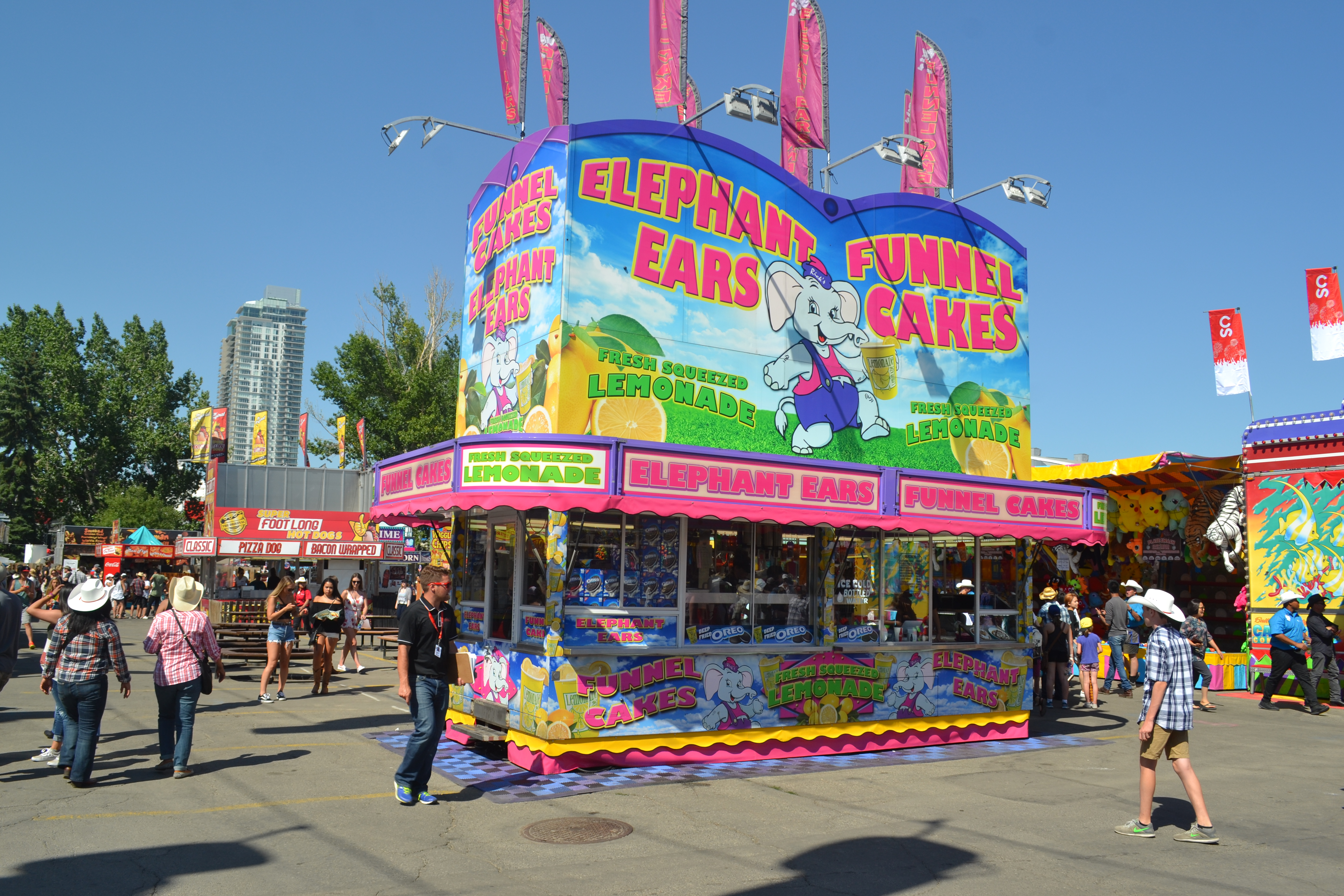
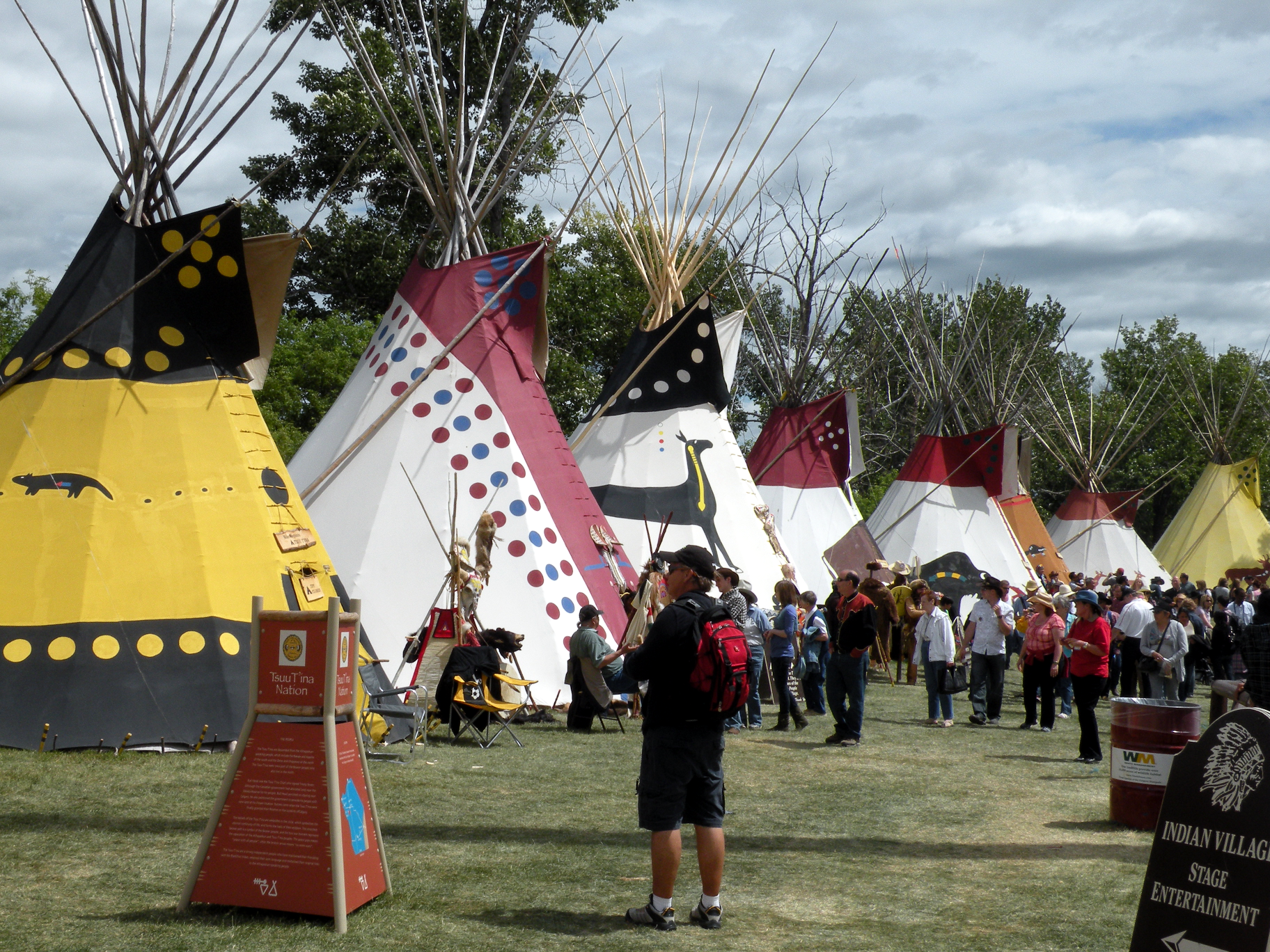
تیپی‌های سرخ‌پوست‌ها واقع در «روستای سرخ‌پوست‌های استمپید»